# 韋氏倒棘鯒
韋氏倒棘鯒，又稱韋氏倒棘牛尾魚，為輻鰭魚綱鮋形目牛尾魚亞目牛尾魚科的其中一種，分布於西太平洋區，包括巴里島、摩鹿加群島、馬紹爾群島、密克羅尼西亞、薩摩亞群島、威克島等海域，棲息深度6-40公尺，屬底棲性魚類，體長可達13公分，生活在沙底質的潟湖及藻礁，屬肉食性，生活習性不明。